# Масове пермське вимирання
Масове пермське вимирання, або пермсько–тріасове (P–Tr) вимирання (неформально відоме як «велике вимирання» англ. the Great Dying,, або «найбільше масове вимирання всіх часів» (англ. the Greatest Mass Extinction of All Time)) — одне з п'яти масових вимирань стало межею, що розділяє пермський і тріасовий геологічні періоди, тобто палеозой і мезозой, приблизно 251,4 млн років тому. Є однією з найбільших катастроф біосфери в історії Землі, яка призвела до вимирання 96% усіх морських видів і 70% наземних видів хребетних. Катастрофа стала єдиним відомим масовим вимиранням комах, коли вимерло близько 57% родів і 83% видів всього класу комах. Зважаючи на втрати такої кількості та розмаїття біологічних видів відновлення біосфери тривало набагато довше в порівнянні з іншими катастрофами, які призвели до вимирання. Моделі, за якими відбувалося вимирання, обговорюються. Різні наукові школи припускають від одного до трьох поштовхів вимирання.

## Причини катастрофи
На сьогодні у фахівців відсутня загальноприйнята думка про причини вимирання.
Розглядається кілька можливих причин:
- поступові зміни навколишнього середовища:
  - аноксія — зміни хімічного складу морської води й атмосфери, зокрема дефіцит кисню;
  - підвищення сухості клімату;
  - зміна океанічних течій і/або рівня моря під впливом змін клімату;
- катастрофічні події:
  - падіння одного або кількох метеоритів, зіткнення Землі з астероїдом, діаметром у кілька десятків кілометрів[2 1];
  - посилення вулканічної діяльності;
  - раптовий викид метану з дна моря.

Найпоширеніша гіпотеза, згідно з якою причиною катастрофи став вилив трапів (спочатку порівняно невеликих Емейшанських трапів близько 260 млн років тому, потім колосальних сибірських трапів 251 млн років тому). З цим могли бути пов'язані вулканічна зима, парниковий ефект через викид вулканічних газів та інші кліматичні зміни, що вплинули на біосферу;
Зіткнення Землі з астероїдами

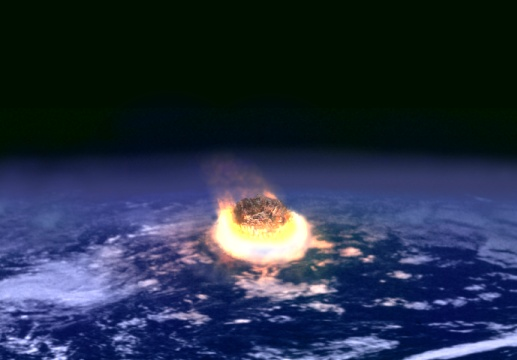
Зіткнення з астероїдом у баченні художника. У зіткненні Землі з астероїдом у кілька кілометрів діаметром виділяється енергія, що дорівнює вибуху декількох мільйонів атомних бомб.

Свідчення того, що удари астероїдів могли викликати Крейдове вимирання, призводять до підозри, що подібні події також могли б стати причиною й інших масових вимирань, зокрема, пермського. Для цього шукають кратери відповідних розмірів.
В Австралії та Антарктиді знайдено докази існування ударних подій відповідних Пермському періоду — зерна кварцу ударного походження; фулерени з включеннями інертних газів позаземного походження; фрагменти метеоритів в Антарктиці і зерна, які містять підвищений рівень заліза, нікелю та кремнію, можливо ударного походження. Одним із доказів вважають наявність 500-кілометрового кратера в районі Землі Вілкса. Однак, достовірність більшості таких досліджень досить сумнівна. Наприклад, кварц з Антарктики, який вважався ударного походження, було нещодавно досліджено за допомогою оптичного та електронного мікроскопів, в результаті чого виявлено, що знайдені особливості швидше за все утворилися внаслідок пластичних деформацій у твердих тілах, у тектонічних процесах подібних вулканізму, а не від ударів.
Декілька можливих ударних кратерів було запропоновано як можливі причини масового пермського вимирання, включаючи структуру Бедоут в північно-східній частині Австралії а також гіпотетичний Кратер Землі Вілкса в західній Антарктиці. У кожному з цих випадків гіпотеза космічного удару не було підтверджено, і її піддано критиці. А у випадку з Землею Вілкса, вік цих геологічних утворень дуже невизначений, і може належати до пізніших періодів.

## Наслідки вимирання
Внаслідок масового вимирання на Землі зникло багато видів, цілі ряди і навіть класи; велика частина ряду парарептилій (за винятком предків сучасних черепах), багато видів риб і членистоногих (Зокрема, відомі трилобіти). Катаклізм також завдав удару світу мікроорганізмів.
Проте вимирання старих форм відкрило дорогу багатьом тваринам, які довгий час залишалися в тіні: початок і середина наступного за пермом — тріасового періоду — визначено становленням архозаврів, від яких пішли динозаври й крокодили, а згодом — птахи. Крім того, саме в тріасі з'являються перші ссавці.